# Country-Musik 1924
Die Liste bietet eine Übersicht über das Jahr 1924 im Genre Country-Musik.

## Ereignisse
- Der WLS National Barn Dance, die erste Country-Live-Show der Geschichte, geht auf Sendung
- Columbia Records führt seine Hillbilly-D Serie ein, auf der nur Old-Time-Musik veröffentlicht wird

## Top-Hits des Jahres
- Arkansas Traveller – Fiddlin’ John Carson
- Fare You Well, Old Joe Clark – Fiddlin’ John Carson
- John Henry – Fiddlin’ John Carson
- The Prisoner's Song – Vernon Dalhart
- Whistling The Blues Away – Carson Robison und Wendell Hall
- You'll Never Miss Your Mother 'Til She's Gone – Fiddlin’ John Carson
- Little Old Log Cabin In The Lane – Riley Puckett
- Georgia Railroad – Gid Tanner
- Fox Chase – Gid Tanner und Riley Puckett

## Geboren
- 6. Januar – Earl Scruggs
- 27. November – Werly Fairburn

## Gestorben
- 21. April – Henry Gilliland